# صلصة الصويا الحلوة
صلصة الصويا الحلوة (بالإندونيسية: kecap manis)‏ هي صلصة صويا عطرية مُحلاة، يعود أصولها إلى إندونيسيا. لها لون أغمق، وقوام دبس السَّكر اللزج، ونكهة تشبه دبس السكر بسبب الإضافة السخية لسكر النخيل أو الجاجري. يستخدم كيكاب مانيس على نطاق واسع مع الساتاي. تشبه صلصة تيانميان الصينية (تيانميانجيانغ) وإن كانت أفضل في النكهة. إنه إلى حد بعيد النوع الأكثر شعبية من صلصة الصويا المستخدمة في المطبخ الإندونيسي ويمثل ما يقدر بنحو 90 في المائة من إجمالي إنتاج صلصة الصويا في البلاد.

## مكونات
بالمقارنة مع صلصة الصويا العادية المالحة قليلاً، فإن صلصة الصويا الحلوة في المقابل لها قوام أكثر سمكًا قليلاً وطعمها أحلى بكثير. يتكون هذا البهارات من عجينة متخمرة من فول الصويا الأسود المسلوق والحبوب المحمصة والملح والماء وفطريات الرشاشيات المضاف إليها سكر النخيل.
يتم المساهمة في الطعم الحلو القوي من خلال كمية سخية من سكر النخيل - قد تحتوي الصلصة على ما يصل إلى 50 بالمائة جولا ميرا أو جولا جاوا (سكر النخيل ). غالبًا ما يتم إثراء صلصة الصويا الحلوة الإندونيسية بالتوابل، بما في ذلك الينسون النجمي والقرفة والفلفل الأسود والكزبرة والقرنفل . 

## الاستخدامات
تعتبر صلصة الصويا الحلوة من الصلصات الأساسية والمستخدمة في المطبخ الإندونيسي. يتم استخدامه لإضافة نكهة حلوة خفيفة ونكهة أومامي إلى الأطباق الإندونيسية الأكثر شعبية، بما في ذلك ناسي جورينج، مي جورينج، كويتياو جورينج، أيام كيكاب (دجاج مشوي)، سيمور لحم البقر الحساء، و كيتوبراك. وهو أيضًا ماء مالح مشهور للأطباق المشوية مثل الساتاي وأيام بكار (دجاج مشوي)، وإيكان بكار (سمك مشوي). صلصة الصويا الحلوة هي أيضًا صلصة غمس شعبية، ممزوجة بالكراث المفروم والفلفل الحار، وتقدم كصلصة غمس لتاهو جورينج (التوفو المقلي). كان الأرز المطهو على البخار والمغطى بالبيض المقلي والمرشوش بصلصة الصويا الحلوة وجبة شعبية بين الإندونيسيين في التسعينيات والعقد الأول من القرن الحادي والعشرين، وخاصة الأطفال. في شرق إندونيسيا، يتم استخدام صلصة الصويا الحلوة كمكون لصلصة غمس الكولو كولو ، على الرغم من أن صلصة مالوكو التقليدية تستخدم بقايا زيت جوز الهند ذات اللون الأسود.

وصفات مختلفة لصلصة الحلوة
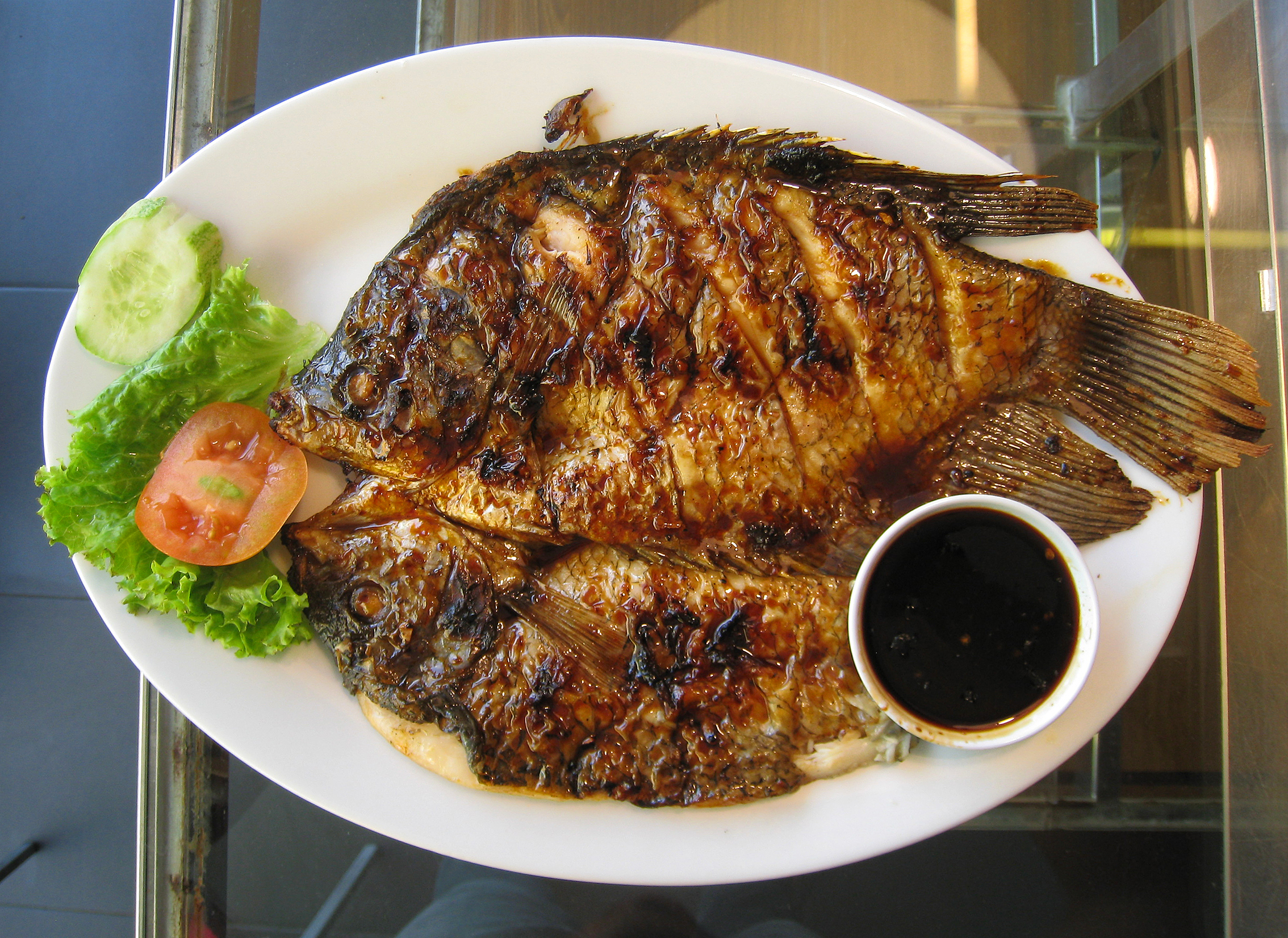
جورامي بكار(جورامي مشوي) يقدم مع وجبات الطعام كالتبيل و صلصة الغمس
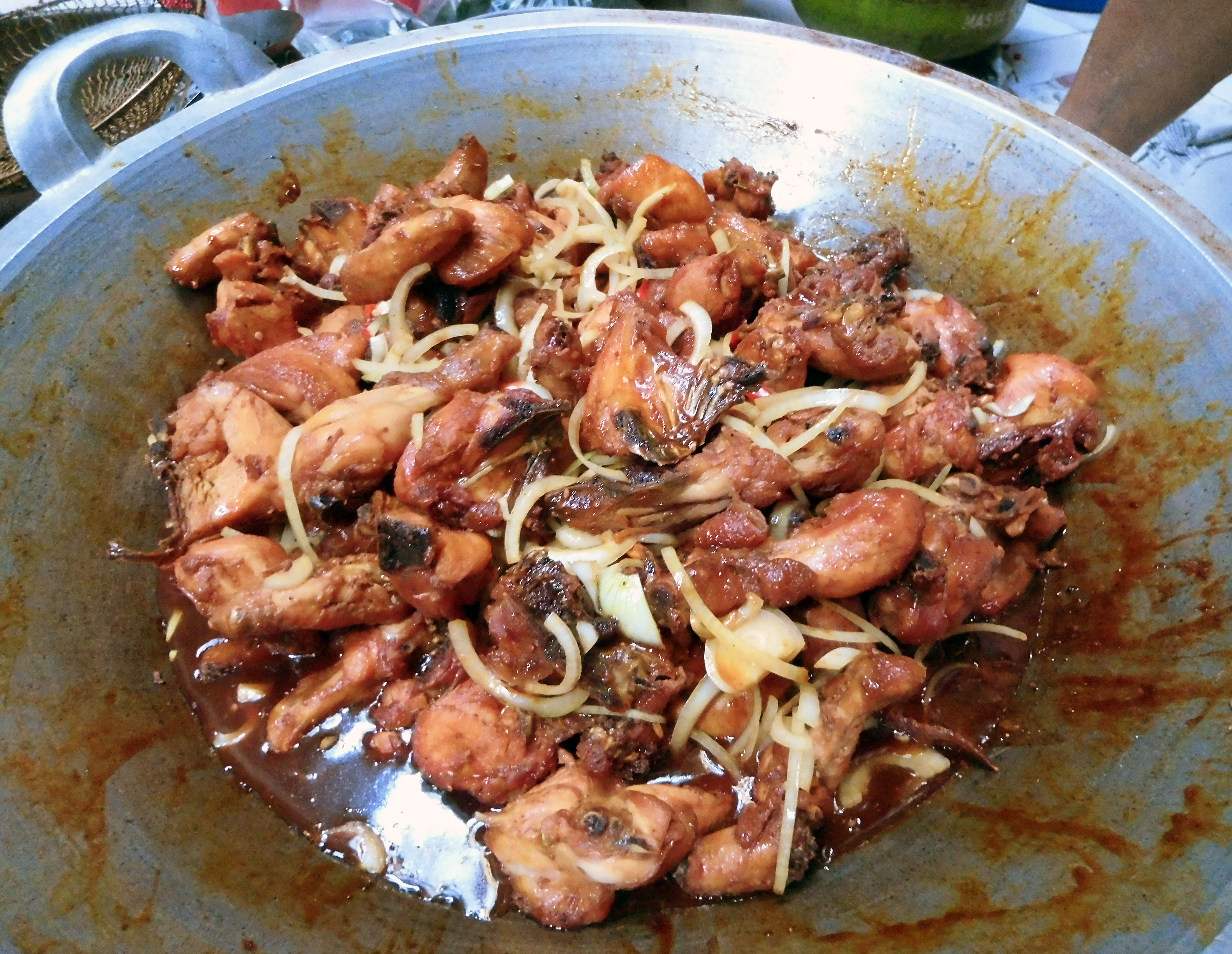
كيكاب، دجاج مسلوق في توقعاتك الحلوة
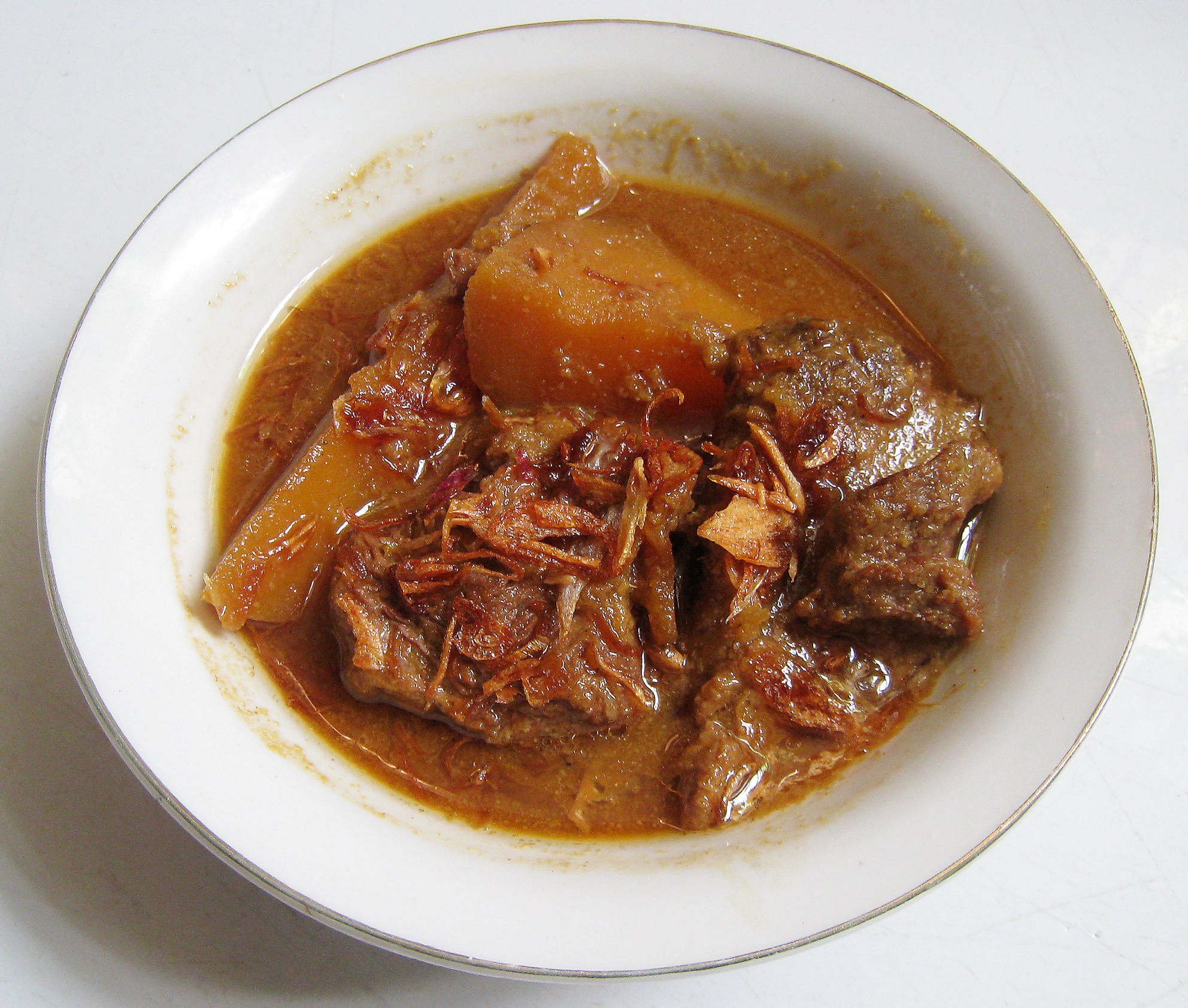
سيمور داجينج، يخنة لحم البقر والبطاطس في متناول اليد

## العلامات التجارية

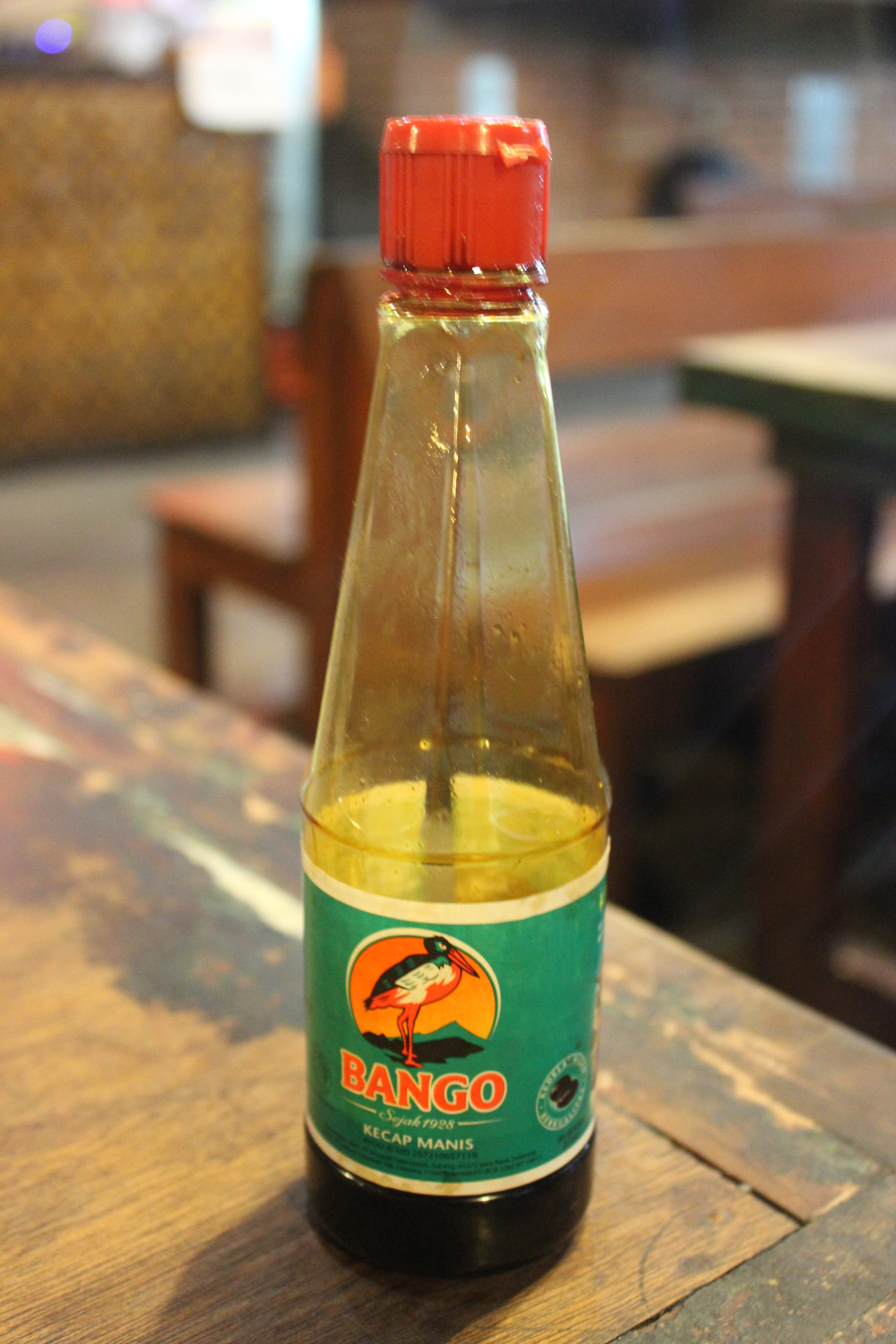
صلصة العلامة التاجرية بانغو، إحدى العلامات التجارية الشهيرة للصلصة الحلوة في إندونيسيا.

يوجد في إندونيسيا أعداد كبيرة من العلامات التجارية لصلصة الصويا الحلوة. تعتبر تقليديًا صناعة منزلية صغيرة الحجم. ومع ذلك، هناك عدد قليل من العلامات التجارية التي يتم توزيعها على نطاق واسع في جميع أنحاء إندونيسيا وعلى المستوى الإقليمي، مثل ABC Kecap Bango [الإنجليزية],  إندوفود, وسيداب.